# Championnat du monde de badminton par équipes masculines
Ne doit pas être confondu avec le Championnat du monde, le Championnat du monde par équipes féminines et le Championnat du monde par équipes mixtes.
La Thomas Cup est le championnat du monde de badminton par équipes masculines. Cette compétition doit son nom à Sir George Alan Thomas, président fondateur de l'IBF (devenue BWF en 2006).
La première édition a eu lieu à Preston au Queen’s Hall, en février 1949 et a été remportée par la Malaisie. 
La compétition a lieu tous les deux ans depuis 1984 et se joue en 5 matchs. C'est l'équivalent, pour le badminton, de la Coupe Davis de tennis.
Depuis sa création en 1949, et jusqu'en 2016, elle a toujours été remportée par un pays d'Asie. En 2016, le Danemark remporte la 29e édition et devient ainsi le 1er pays européen à décrocher le titre lors d'une compétition majeure par équipes (Sudirman Cup, Thomas Cup ou Uber Cup).

## Histoire
La Thomas Cup est née d'une idée de Sir George Alan Thomas, célèbre joueur de badminton anglais des années 1900 et 1er président la Fédération mondiale de badminton, qui s'est inspiré de la coupe Davis de tennis et de la Coupe du monde de football. Son idée a été bien accueillie par l'assemblée générale de la Fédération internationale de badminton en 1939.
La même année, Sir George Alan Thomas présente la coupe, connue sous le nom de International Badminton Championship Challenge Cup. Elle a été fabriquée par la société Atkin Bros de Londres. Elle est plaquée d'argent, mesure 70 cm haut et 40 cm de large (au niveau des anses), et se compose de 3 parties : un socle, la coupe en elle-même et le couvercle surmonté d'une figurine de joueur.

### Première édition
La première édition devait avoir lieu en 1941-1942 (les saisons de badminton dans l'hémisphère nord avaient traditionnellement lieu de l'automne d'une année au printemps de l'année suivante) mais elle a été reportée en raison de la Seconde Guerre mondiale.
Le rêve de  Sir George se réalise finalement en 1948-1949, quand 10 équipes nationales participent à la 1re édition de la Thomas Cup. Trois zones de qualifications ont été créées : Pan-américaine (Amérique du Nord et du Sud), Europe et Pacifique. La fédération de Malaisie est le seul participant de la zone Pacifique.
Dans un format qui perdurera jusqu'en 1984, toutes les rencontres entre nations se déroulent en 9 matchs, le vainqueur devant donc remporter au moins 5 victoires :
- les 2 meilleurs joueurs d'une équipe rencontrent les 2 meilleurs joueurs de l'équipe adverse, jouant ainsi 4 matchs,
- un 5e simple oppose les numéros 3 de chaque équipe,
- deux doubles de chaque équipe se rencontrent, jouant ainsi les 4 matchs restants.

Une rencontre se déroule normalement sur 2 jours : 4 matchs le 1er jour et 5 le 2e.
Les États-Unis et le Danemark gagnèrent dans leurs zones de qualifications respectives et rejoignirent la fédération de Malaisie pour la phase finale. 
Celle-ci se déroula au Royaume-Uni. Le tournoi se jouait en élimination directe, plutôt qu'en poules. Ainsi, le Danemark fut exempté du 1er tour. 
Les Américains furent battus 6 à 3 par les Malaisiens, dans une rencontre de haut niveau jouée à Glasgow en Écosse (curieusement, aucun des joueurs de chaque camp n'avait vu les joueurs de l'autre auparavant).
Au cours de la finale jouée à Preston (Angleterre), la Malaisie bat le Danemark 8 à 1 et devient la 1re nation à remporter la Thomas Cup.

### Développement jusqu’en 1984
Dès la 2e édition de 1952 et jusqu’en 1967, les vainqueurs de qualifications plus ou moins continentales (il est arrivé que le Japon ou l'Afrique du Sud soient dans la zone Océanie, le Pakistan dans la zone Europe), se rencontrent lors d'une phase finale interzones. Celle-ci se déroule sur le même principe que la Coupe de l'America : les qualifiés s'affrontent pour désigner un challenger qui défie le défendeur, le tenant du titre, qui est qualifié directement pour la finale. Celui-ci n'a donc qu'une seule rencontre à disputer pour défendre son titre.
À compter de 1955, le nombre de nations participantes ayant augmenté, une 4e zone de qualification fut créée en scindant la zone Pacifique en une zone Asie et une zone Océanie.
Avec ses vétérans comme Wong Peng Soon, Ooi Teik Hock et Ong Poh Lim, la fédération de Malaisie domine et remporte confortablement le trophée contre les États-Unis (7-2) en 1952 et contre le Danemark (8-1) en 1955. Le règne malaisien prend fin en 1958 (3 à 6) avec l'éclosion de l'Indonésie, menée par Ferry Sonneville et Tan Joe Hok. L'Indonésie défendra son titre avec succès en 1961 contre une jeune équipe de Thaïlande qui a surpris le Danemark dans la finale inter-zone.
À la suite des plaintes liées à l'avantage de jouer à domicile (et l'avantage climatique, d'autant que les européens étaient concernés), les règles changent en 1964 : le tenant du titre ne peut plus organiser l'épreuve deux fois de suite. 
Cette édition de 1964 se joue à Tokyo au Japon et restera dans les mémoires car les challengers Danois ont été chahutés et sévèrement harcelés pendant leurs matchs par de jeunes supporters indonésiens. La victoire étriquée des Indonésiens (5-4) a été confirmée par l'IBF, malgré les protestations Danoises.
3 ans plus tard, les bouillants supporters indonésiens refont parler d'eux : la finale de 1967 entre l'Indonésie et la Malaisie est interrompue par les officiels en raison du comportement du public indonésien à l'égard des joueurs malaisiens. Elle n'a jamais repris et les deux derniers matches de la rencontre ont été déclarés perdus par l'Indonésie, sur décision du Conseil de la fédération internationale.
Après 1967, l'IBF réduit les avantages accordés au tenant du titre en supprimant l'ancien système. Dorénavant, la nation qui défend son titre ne prend plus part à la compétition au niveau de la finale, contre un challenger, mais au niveau des demi-finales.
Ce changement s'est avéré être un petit obstacle pour une Indonésie exubérante.
Avec des talents comme Haronto et des paires de double comme Tjun Tjun et Christian Hadinata, l'Indonésie domine la Thomas Cup dans les années 1970. Son parcours vers la victoire de 1970 fut une lutte, mais dans les éditions de 1973, 1976 et 1979, l'Indonésie remporte des rencontres avec un remarquable record de 51 matchs gagnés sur 54 disputés.
Cependant, en 1982, la Chine arrive sur le devant de la scène en tant que nouveau membre de l'IBF. Ayant depuis longtemps formé des joueurs aussi bons, voire meilleurs, la Chine bat l'Indonésie dans un classique 5-4 à Londres.
Cette 12e édition marque le début d'une période, qui continue aujourd'hui, au cours de laquelle Chinois et Indonésiens se partagent le trophée. Seule la Malaisie a pu s'immiscer dans ce duel, en 1992.

### Depuis 1984
Au début des années 1980, l'IBF change profondément le format de la Thomas Cup mais également de l'Uber Cup, le championnat par équipes féminines. Cette nouveauté s'applique dès 1984 : la compétition est désormais bisannuelle (les années paires), se déroule en même temps et au même endroit pour les hommes et les femmes et selon une organisation similaire. Le championnat mixte, la Sudirman Cup, est joué en alternance les années impaires.

Les rencontres passent de 9 à 5 matchs, joués en un seul jour : 3 simples et 2 doubles.
La compétition en élimination directe par zone de qualification, où chaque rencontre est jouée à des endroits et des moments différents, est supprimée. Les qualifications continentales perdurent mais la phase finale se joue désormais en deux temps : d’abord en poules, suivies de play-offs à élimination directe.
Entre 1 et 3 pays par zone peuvent se qualifier pour la phase finale. Les équipes de la zone Asie étant plus fortes, elles étaient toujours en plus grand nombre.
De 1984 à 2002, huit équipes participent à la phase finale : le tenant du titre, le pays organisateur et 6 pays issus des qualifications continentales. Les participants sont versés dans 2 poules de 4 équipes dont les 2 premiers sont qualifiés pour des demi-finales croisées.
Entre 2004 et 2008, ce ne sont plus 8 mais 12 équipes qui sont qualifiées pour la phase finale. Les participants sont regroupés dans 4 poules de 3 où chaque pays rencontre les 2 autres. Le premier se qualifie directement pour les quarts de finale tandis que les 2es et 3es se qualifient pour des huitièmes de finale.
La zone Europe étant celle qui compte le plus de pays, et pour rendre les compétitions plus attractives, un double système a été mis en place : les nations les plus faibles se rencontrent pour avoir le droit de rencontrer les équipes nationales les plus fortes. Pour avoir un chemin plus facile dans les qualifications inter-zones, certains pays d'Asie ont joué hors de leur zone habituelle. 
La Corée du Sud, puissance montante, a ainsi gagné les qualifications organisées en Amérique du nord en 1986 et 1988.
C'est à partir de 2004 que les 5 confédérations sont représentées, chacune d'elles organisant ses propres qualifications. Le nombre de places en phase finale attribuées à chaque confédération était fonction du niveau des nations. Il fallait toutefois qu'il y ait au moins un représentant de chacune d'elles. La phase finale regroupait donc :
- le vainqueur de l'édition précédente, qualifié d'office ;
- le pays organisateur, qualifié d'office ;
- 4 pays de la Confédération asiatique de badminton ;
- 3 pays de la Confédération européenne de badminton ;
- 1 pays de la Confédération africaine de badminton ;
- 1 pays de la Confédération panaméricaine de badminton ;
- 1 pays de la Confédération de badminton d'Océanie.

Si le pays organisateur était également tenant du titre, il y avait une place disponible de plus, généralement attribuée à l'Asie, puisque les meilleures nations appartiennent à cette confédération.
Pour l'Europe, la désignation des nations qualifiées pour la phase finale se faisait au cours des Championnats d'Europe par équipes. Les nations étaient regroupées en 8 poules de 3 ou 4, où chaque pays rencontrait les autres. Les 1ers de chaque poule étaient qualifiés pour les quarts de finale à élimination directe. Le champion d'Europe, le finaliste, ainsi que le vainqueur du match pour la 3e place décrochaient leur billet pour la phase finale.
Lors des éditions 2010 et 2012, les huitièmes de finale sont supprimés. Il y a toujours 12 équipes réparties dans 4 poules de 3. Les deux premiers de chaque poule sont qualifiés pour les quarts de finale et les 3es de chaque poule sont éliminés.
À partir de 2014, le format reste inchangé mais le nombre d'équipes passe de 12 à 16. L'obligation d'avoir au moins une équipe par confédération disparaît, la participation d'un pays se faisant en fonction du classement mondial des joueurs de ce pays. Il n’y a donc plus de qualifications continentales. Quatre poules de 4 équipes sont constituées et les 2 premiers se qualifient pour les quarts de finale.
À partir de 2016, cependant, les équipes se sont à nouveau qualifiées sur la base de leurs performances aux championnats continentaux par équipes. Les cinq vainqueurs continentaux, outre les demi-finalistes d'Asie et d'Europe, ainsi que les hôtes et les champions en titre, se qualifient automatiquement. Le reste des places est attribué aux équipes selon leur classement mondial par équipes BWF (classement mondial cumulé de leurs trois meilleurs simples et de leurs deux meilleurs doubles). 
| Année                               | Nombre d'équipes | Zone géographique       | Zone géographique                       | Zone géographique                        | Zone géographique                           | Zone géographique                           | Zone géographique | Zone géographique        |  |
| ----------------------------------- | ---------------- | ----------------------- | --------------------------------------- | ---------------------------------------- | ------------------------------------------- | ------------------------------------------- | ----------------- | ------------------------ |  |
| En 1949                             | 3                | Europe 1                | Pacifique 1                             | Amériques 1                              |                                             |                                             |                   |                          |  |
| En 1952                             | 4                | Champion & pays hôte 1  | Europe 1                                | Pacifique 1                              | Amériques 1                                 |                                             |                   |                          |  |
| Entre 1955 et 1973, en 1979         | 5                | Champion & pays hôte 1  | Asie 1                                  | Australie 1                              | Europe 1                                    | Amériques 1                                 |                   |                          |  |
| En 1976 et 1982                     | 6                | Champion et pays hôte 2 | Asie 1                                  | Australie 1                              | Europe 1                                    | Amériques 1                                 |                   |                          |  |
| En 1984                             | 8                | Champion et pays hôte 2 | Qualifications (organisées en Asie) 1   | Qualifications (organisées en Asie) 1    | Qualifications (organisées en Europe) 3     | Qualifications (organisées aux Amériques) 1 |                   |                          |  |
| En 1986                             | 8                | Champion et pays hôte 2 | Qualifications (organisées en Asie) 2   | Qualifications (organisées en Europe) 3  | Qualifications (organisées aux Amériques) 1 |                                             |                   |                          |  |
| En 1988                             | 8                | Champion et pays hôte 2 | Qualifications (organisées en Asie) 1   | Qualifications (organisées en Europe) 3  | Qualifications (organisées en Océanie) 1    | Qualifications (organisées aux Amériques) 1 |                   |                          |  |
| Entre 1990 et 1994, en 1998 et 2000 | 8                | Champion et pays hôte 2 | Qualifications (organisées en Europe) 3 | Qualifications (organisées en Asie) 3    |                                             |                                             |                   |                          |  |
| En 1996                             | 8                | Champion et pays hôte 2 | Qualifications (organisées en Europe) 3 | Qualifications (organisées en Océanie) 3 |                                             |                                             |                   |                          |  |
| En 2002                             | 8                | Champion et pays hôte 2 | Qualifications (organisées en Europe) 3 | Qualifications (organisées en Océanie) 3 |                                             |                                             |                   |                          |  |
| En 2004 et 2012                     | 12               | Champion et pays hôte 1 | Asie 5                                  | Europe 3                                 | Afrique 1                                   | Océanie 1                                   | Amériques 1       |                          |  |
| Entre 2006 et 2010                  | 12               | Champion et pays hôte 2 | Asie 4                                  | Europe 3                                 | Afrique 1                                   | Océanie 1                                   | Amériques 1       |                          |  |
| En 2014                             | 16               | Champion et pays hôte 2 | Classement mondial BWF 14               |                                          |                                             |                                             |                   |                          |  |
| Depuis 2016                         | 16               | Champion et pays hôte 2 | Asie 4                                  | Europe 4                                 | Afrique 1                                   | Océanie 1                                   | Amériques 1       | Classement mondial BWF 3 |  |

1. ↑  Les équipes sont invitées selon le classement mondial par équipes, mais à l'époque, la règle de la BWF garantissait qu'il y aurait au moins 3 équipes asiatiques, 3 équipes européennes et 1 de chacune des continents restants.
2. ↑  Si le champion en titre ou le pays hôte occupe une ou plusieurs places de qualification, la place est attribuée à la ou aux équipes d'Asie les mieux classées.
3. ↑  Si le champion en titre ou le pays hôte occupe une ou plusieurs places de qualification, la place est attribuée à la ou aux équipes européennes les mieux classées. />

## Nombre de victoires
Seules cinq nations ont remporté le trophée, en 33 éditions : 
- Indonésie : 14 fois
- Chine : 11 fois
- Malaisie : 5 fois
- Japon : 1 fois
- Danemark : 1 fois
- Inde : 1 fois

Le Danemark, une fois vainqueur et 8 fois finaliste, est le seul pays européen à "rivaliser" avec les nations asiatiques. 
En 2014, l'équipe de France réussit l'exploit de se hisser jusqu'en quart de finale de la Thomas Cup mais chute contre le Japon, qui remportera son premier titre cette année-là.

## Palmarès

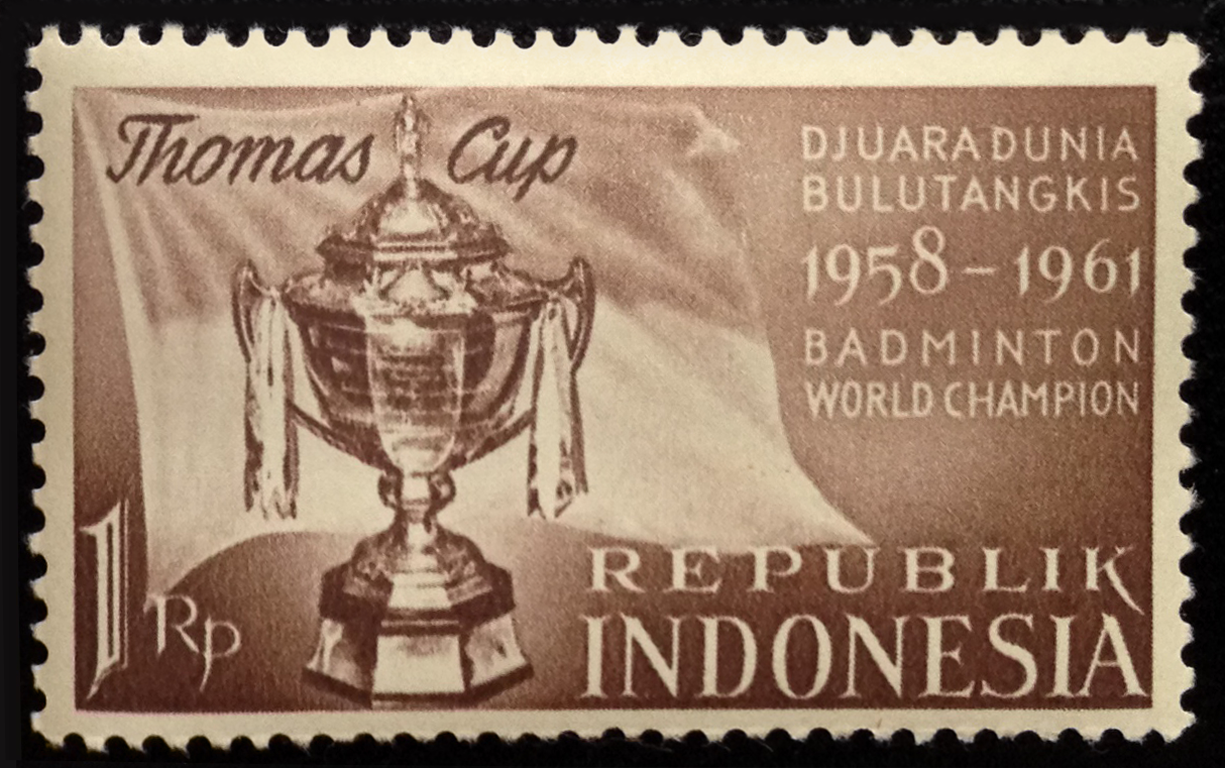
Timbre indonésien rappelant les victoires en 1958 et 1961.

Jusqu'en 1982, la compétition avait lieu tous les 3 ans. Depuis l'édition 1984, elle est bisannuelle et a lieu en même temps que l'Uber Cup.
| Année | Lieu               | Finale                 | Finale | Finale                 |
| Année | Lieu               | Vainqueur              | Score  | Finaliste              |
| ----- | ------------------ | ---------------------- | ------ | ---------------------- |
| 1949  | Glasgow et Preston | Fédération de Malaisie | 8 - 1  | Danemark               |
| 1952  | Singapour          | Fédération de Malaisie | 7 - 2  | États-Unis             |
| 1955  | Singapour          | Fédération de Malaisie | 8 - 1  | Danemark               |
| 1958  | Singapour          | Indonésie              | 6 - 3  | Fédération de Malaisie |
| 1961  | Jakarta            | Indonésie              | 6 - 3  | Thaïlande              |
| 1964  | Tokyo              | Indonésie              | 5 - 4  | Danemark               |
| 1967  | Jakarta            | Malaisie               | 6 - 3  | Indonésie              |
| 1970  | Kuala Lumpur       | Indonésie              | 7 - 2  | Malaisie               |
| 1973  | Jakarta            | Indonésie              | 8 - 1  | Danemark               |
| 1976  | Bangkok            | Indonésie              | 9 - 0  | Malaisie               |
| 1979  | Jakarta            | Indonésie              | 9 - 0  | Danemark               |
| 1982  | Londres            | Chine                  | 5 - 4  | Indonésie              |

| Année | Lieu            | Finale    | Finale | Finale       | Demi-finalistes         |
| Année | Lieu            | Vainqueur | Score  | Finaliste    | Demi-finalistes         |
| ----- | --------------- | --------- | ------ | ------------ | ----------------------- |
| 1984  | Kuala Lumpur    | Indonésie | 3 - 2  | Chine        | Angleterre Corée du Sud |
| 1986  | Jakarta         | Chine     | 3 - 2  | Indonésie    | Malaisie Danemark       |
| 1988  | Kuala Lumpur    | Chine     | 4 - 1  | Malaisie     | Indonésie Danemark      |
| 1990  | Nagoya et Tokyo | Chine     | 3 - 2  | Malaisie     | Danemark Indonésie      |
| 1992  | Kuala Lumpur    | Malaisie  | 3 - 2  | Indonésie    | Chine Corée du Sud      |
| 1994  | Jakarta         | Indonésie | 3 - 0  | Malaisie     | Corée du Sud Chine      |
| 1996  | Hong Kong       | Indonésie | 5 - 0  | Danemark     | Chine Corée du Sud      |
| 1998  | Hong Kong       | Indonésie | 3 - 2  | Malaisie     | Danemark Chine          |
| 2000  | Kuala Lumpur    | Indonésie | 3 - 0  | Chine        | Corée du Sud Danemark   |
| 2002  | Canton          | Indonésie | 3 - 2  | Malaisie     | Danemark Chine          |
| 2004  | Jakarta         | Chine     | 3 - 1  | Danemark     | Corée du Sud Indonésie  |
| 2006  | Sendai et Tokyo | Chine     | 3 - 0  | Danemark     | Indonésie Malaisie      |
| 2008  | Jakarta         | Chine     | 3 - 1  | Corée du Sud | Malaisie Indonésie      |
| 2010  | Kuala Lumpur    | Chine     | 3 - 0  | Indonésie    | Japon Malaisie          |
| 2012  | Wuhan           | Chine     | 3 - 0  | Corée du Sud | Japon Danemark          |
| 2014  | New Delhi       | Japon     | 3 - 2  | Malaisie     | Chine Indonésie         |
| 2016  | Kunshan         | Danemark  | 3 - 2  | Indonésie    | Corée du Sud Malaisie   |
| 2018  | Bangkok         | Chine     | 3 - 1  | Japon        | Indonésie Danemark      |
| 2020  | Aarhus          | Indonésie | 3 - 0  | Chine        | Danemark Japon          |
| 2022  | Bangkok         | Inde      | 3 - 0  | Indonésie    | Danemark Japon          |
| 2024  | Chengdu         | Chine     | 3 - 1  | Indonésie    | Malaisie Taipei chinois |